# Giuseppe Moricci
Cet article possède un paronyme, voir Morucci.
Giuseppe Moricci, né le 11 mars 1806 et mort le 28 janvier 1879, est un peintre italien, principalement de genre, de vedute et d'événements contemporains.

## Biographie
Il naît en 1806 à Florence. Il devient professeur à l'Académie des Beaux-Arts de Florence. Parmi ses œuvres figure la Processione dell'angiolino alla SS. Annunziata di Firenze. Il fréquente le Caffè Michelangiolo, en compagnie d'Enrico Pollastrini. Beaucoup de ses vedute sont des dessins ou des gravures montrant des parties de Florence avant le Risanamento. Sa lettre du volontaire (soldat) est exposée dans le bâtiment du Sénat à Rome.